# Baryancistrus
Baryancistrus (Баріанциструс) — рід риб триби Ancistrini з підродини Hypostominae родини Лорікарієві ряду сомоподібні. Має 6 видів. наукова назва походить від грецьких слів βαρυ, тобто важкий, і ancistrus, що походить від давньогрецького слова agkistrodon — «гак».

## Опис
Загальна довжина представників цього роду коливається від 8,1 до 22,4 см. Зовнішністю схожі на представників роду Hemiancistrus. Голова помірно велика, морда дещо витягнута. З боків присутні великі одонтоди (шкіряні зубчики). Очі середнього розміру. Рот великий, особливо добре розвинена верхня щелепа. Зуби доволі великі. їх кількість становить 30-32. Тулуб кремезний або масивний, інколи стрункий. Черево суцільно вкрито кістковими пластинками. Спинний плавець широкий, розтягнутий, високо піднятий. Жировий плавець невеличкий. Присутня мембрана, що з'єднує спинний і жировий плавці. Цим відрізняється від інших сомів своєї підродини. Грудні плавці широкі. Черевні плавці значно поступаються останнім. Анальний плавець дуже низький, подовжений. Хвостовий плавець доволі широкий.
Забарвлення коливається від світло-жовтого до світло-коричневого кольору. У більшості по тілу розкидані світлі (зазвичай жовті та білі) плямочки або цяточки, кожен вид має свій розмір цих міток.

## Спосіб життя
Зустрічаються на сильній течії прозорих або трохи коричневих річок. Воліють до дна, що складається з гранітних валунів і скель з тієї ж породи. Доволі полохливі рибки, займають печери під житло. Активні переважно вночі. Живляться періфітоном, детритом, мікрофауною, яку збирають на каменях і скелях, а також падлом.

## Розповсюдження
Поширені в басейні річок Оріноко, Токантінс, Тапажос, Шінгу і Тромбетас у межах Бразилії та Венесуели.

## Тримання в акваріумі
Необхідний акваріум заввишки 35-40 см, ємністю від 150 літрів. На дно насипають великий пісок темних тонів і розміщують на дні камені різного розміру, що порослі водоростями. Рослини і корчі не потрібні. Уздовж задньої стінки акваріума потрібно оформити завал з каменів з безліччю печер, які повинні займати все яруси (від дна до поверхні). на відміну від природного середовища з часів звикають виходити з укриттів вдень.
Утримувати краще групою від 5-7 особин. Як сусіди годяться харацинові роду пародон, хеміодус. Годують не менш як 3 рази на день живим харчем, зокрема шматочками риби, креветками. Можна давати їм також таблетки для рослиноїдних сомів. Харч в акваріумі повинен знаходиться постійно. З технічних засобів знадобиться внутрішній потужний фільтр, помпа і компресор. Температура тримання повинна становити 22-25 °C.

## Види
- Baryancistrus beggini
- Baryancistrus chrysolomus
- Baryancistrus demantoides
- Baryancistrus longipinnis
- Baryancistrus niveatus
- Baryancistrus xanthellus